# 1949年のNFL
1949年のNFLは、NFLの30年目のシーズンである。
シーズン前、ボストン・ヤンクスのオーナーのテッド・コリンズがチームのニューヨーク移転を許可された際、税制上の問題からチームの解散させることをリーグに相談した。リーグはヤンクスを一旦解散し、新チームをニューヨークに創立させることを許可する決定をした。新チーム名は「ニューヨーク・ブルドッグス」と命名された。この移転により、1960年にペイトリオッツが創立されるまで、ボストンにプロフットボールのチームが存在しないことになった。
レギュラーシーズン終了後の12月9日、NFLとAAFCの合併と1950年からAAFCのブラウンズ、49ERS、コルツの3チームがNFLに参入することが発表された。
NFLチャンピオンシップで、フィラデルフィア・イーグルスが、ロサンゼルス・ラムズを14対0で破り、NFLチャンピオンに輝いた。

## ドラフト
1948年12月21日にドラフトが行われ、25巡251名が指名された。

## 主なルール変更
- 自由な交代が1年限定で再び認められるようになった。このルールは1943年に太平洋戦争による選手不足から緊急的措置として規定され、1946年に廃止されたルールである。選手の専門性が増し、戦術の幅が広がったことから、翌年、恒久的に規定されることになった。
- 前年に禁止されたプラスチックのヘルメットの使用が再び認められるようになった。

## 順位表
| 東地区                       |    |    |    |      |      |      |
| チーム                       | 勝 | 敗 | 分 | 率   | 得点 | 失点 |
| フィラデルフィア・イーグルス | 11 | 1  | 0  | .917 | 364  | 134  |
| ピッツバーグ・スティーラーズ | 6  | 5  | 1  | .545 | 224  | 214  |
| ニューヨーク・ジャイアンツ   | 6  | 6  | 0  | .500 | 287  | 298  |
| ワシントン・レッドスキンズ   | 4  | 7  | 1  | .364 | 268  | 339  |
| ニューヨーク・ブルドッグス   | 1  | 10 | 1  | .091 | 153  | 368  |

| 西地区                   |    |    |    |      |      |      |
| チーム                   | 勝 | 敗 | 分 | 率   | 得点 | 失点 |
| ロサンゼルス・ラムズ     | 8  | 2  | 2  | .800 | 360  | 239  |
| シカゴ・ベアーズ         | 9  | 3  | 0  | .750 | 332  | 218  |
| シカゴ・カージナルス     | 6  | 5  | 1  | .545 | 360  | 301  |
| デトロイト・ライオンズ   | 4  | 8  | 0  | .333 | 237  | 259  |
| グリーンベイ・パッカーズ | 2  | 10 | 0  | .167 | 114  | 329  |